# 苔 (袁枚)
苔，是中国清代诗人袁枚所作的一首咏物诗，创作体裁为五言絕句，出自《小仓山房诗集》卷十八。意在歌诵苔花生于阴潮之处，但仍不依不饶的开花的勇气。
苔
白日不到处，
青春恰自来。
苔花如米小，
也学牡丹开。——清·袁枚

## 创作背景
此诗作于1764年(乾隆二十九年)，是袁枚为庆恩师尹继善七十寿辰受乾隆赐宴擢相所作，表达了他向恩师学习以有所成就的志趣，因而写下此诗。

## 影响
香港劇情電影《白日青春》的片名來自此詩。此兩句詩在電影場景中多次出現。

## 引用
1. ↑  . ctext.org.   [2022-05-12]. （原始内容存档于2022-05-12） （英语）.
2. ↑  . 文史知识: 45-48.   [2022-05-12]. （原始内容存档于2022-05-12）.
3. ↑  . wap.cnki.net.   [2022-05-12]. （原始内容存档于2022-05-12）.
4. ↑  . hanyu.baidu.com.   [2022-05-12]. （原始内容存档于2022-05-12）.
5. ↑  蒋寅. . 华南师范大学学报（社会科学版）. 2020-09-25, (5) （中文）.